# Oxytheca watsonii
Oxytheca watsonii Torr. & A. Gray – gatunek rośliny z rodziny rdestowatych (Polygonaceae Juss.). Występuje naturalnie w południowo-zachodnich Stanach Zjednoczonych – w Kalifornii oraz Nevadzie. 

## Morfologia
PokrójRoślina jednoroczna dorastająca do 4–40 cm wysokości. Pędy są gruczołowate.
LiścieIch blaszka liściowa jest gruczołowata i ma kształt od łyżeczkowatego do odwrotnie jajowatego lub lancetowatego. Mierzy 7–40 mm długości oraz 2–15 mm szerokości, o ostrym wierzchołku.
KwiatyZebrane w wierzchotki o długości 5–20 cm, rozwijają się na szczytach pędów. Listki okwiatu mają kształt od eliptycznego do owalnego i barwę od białej do różowej, mierzą 1–2 mm długości.
OwoceTrójboczne niełupki osiągające 1–2 mm długości.

## Biologia i ekologia
Rośnie w zaroślach oraz na terenach skalistych i piaszczystych. Występuje na wysokości od 1200 do 2000 m n.p.m. Kwitnie od czerwca do października. 

## Ochrona
Oxytheca watsonii w Kalifornii posiada status gatunku krytycznie zagrożonego, natomiast w Nevadzie uznano został za narażony.